# Afra von Augsburg
Afra von Augsburg († 304 möglicherweise auf einer Lechinsel vermutlich in der Nähe des heutigen Friedberg) ist eine frühchristliche Märtyrerin im heutigen Bayern. Sie wird in der römisch-katholischen Kirche und orthodoxen Kirche als Heilige verehrt. Sie ist Schutzpatronin von Stadt und Bistum Augsburg. Auch in der evangelischen Kirche gilt sie als Glaubenszeugin.

## Kirchengeschichtliche Zeitumstände
Der christliche Glaube verbreitete sich über Rom allmählich im gesamten westlichen Imperium Romanum. Weil die Christen sich weigerten, am Kaiserkult teilzunehmen, kam es bald zu Konflikten mit der Staatsmacht. Mehrmals fanden Christenverfolgungen statt, zuletzt zu Beginn des 4. Jahrhunderts unter Kaiser Diokletian. In diesen Verfolgungswellen wurden christliche Abweichler von der Staatsreligion, wenn sie überführt waren, mit dem Tode bestraft. Gleichwohl verbreitete sich das Christentum über das ganze Reich. In der Provinz Raetia gab es zur Zeit Afras Anhänger des neuen Glaubens u. a. in den Städten Augusta Vindelicum (Augsburg) und Castra Regina (Regensburg).

## Leben

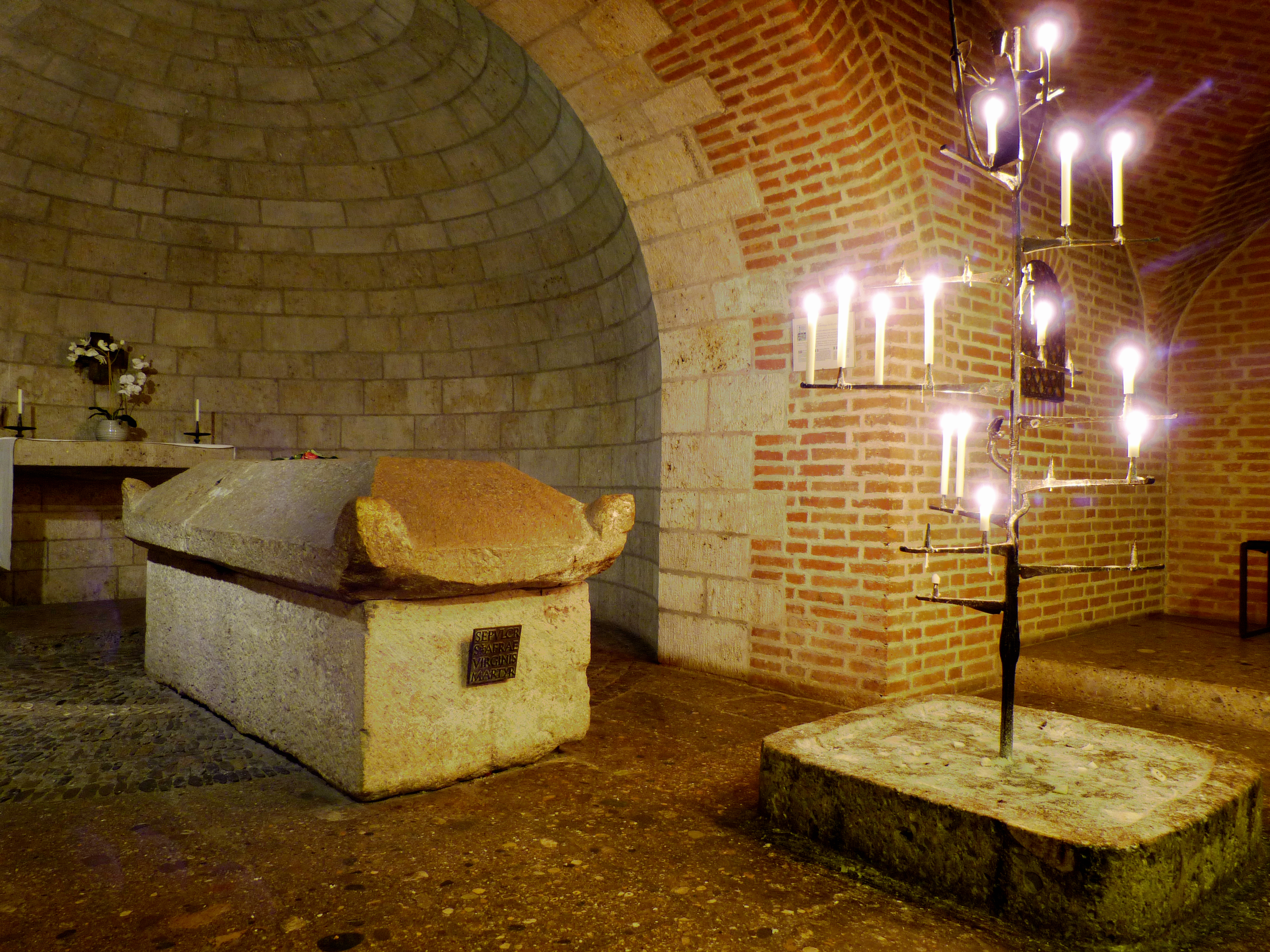
Sarkophag der heiligen Afra in der Basilika St. Ulrich und Afra (Augsburg)

Afra im Wappen von Täferrot (Ostalbkreis)

Es gibt fast keine gesicherten Fakten zum Leben der heiligen Afra. Nachdem der Überlieferung zufolge der Vater der Afra, ein zyprischer Klientelkönig, erschlagen worden war, soll sich die Mutter, die später als die heilige Hilaria von Augsburg verehrt wurde, mit der Tochter Afra auf den Weg außer Landes gemacht haben. Von ihrer zypriotischen Mutter sei Afra als Dienerin der Göttin Venus bestimmt worden. Afra dürfte über Rom den Weg nach Augsburg gefunden haben. Hier soll sie als Prostituierte gelebt haben. Der Bischof Narzissus soll bei einer Christenverfolgung im Hause Afras Schutz gefunden und sie mit dem Christentum vertraut gemacht haben. Afra soll sich daraufhin haben taufen lassen. Als Christin soll sie dem Richter vorgeführt und zum Tod durch Verbrennen verurteilt worden sein. Die Hinrichtung soll auf einer Flussinsel im nahen Lech erfolgt sein. Nach anderer Quelle wurde Afra an einen Baumstamm gebunden und enthauptet.

## Verehrung
Die Kirche St. Afra im Felde in Friedberg vor den Toren Augsburgs wurde der Überlieferung nach auf der Stätte ihrer Hinrichtung errichtet. Venantius Fortunatus, ein bedeutender Dichter der Merowingerzeit, erwähnte um 572 St. Afra als einen Verehrungs- und Wallfahrtsort im Reich der Franken. Die Kirche wurde 955 bei einem Einfall der Ungarn zerstört (siehe dazu Ulrich von Augsburg). Afra wurde 1064 von Papst Alexander II. heiliggesprochen.
Der heiligen Afra geweihte Kirchen oder Altäre weisen häufig auf einen Einfluss des Augsburger Domkapitels hin.

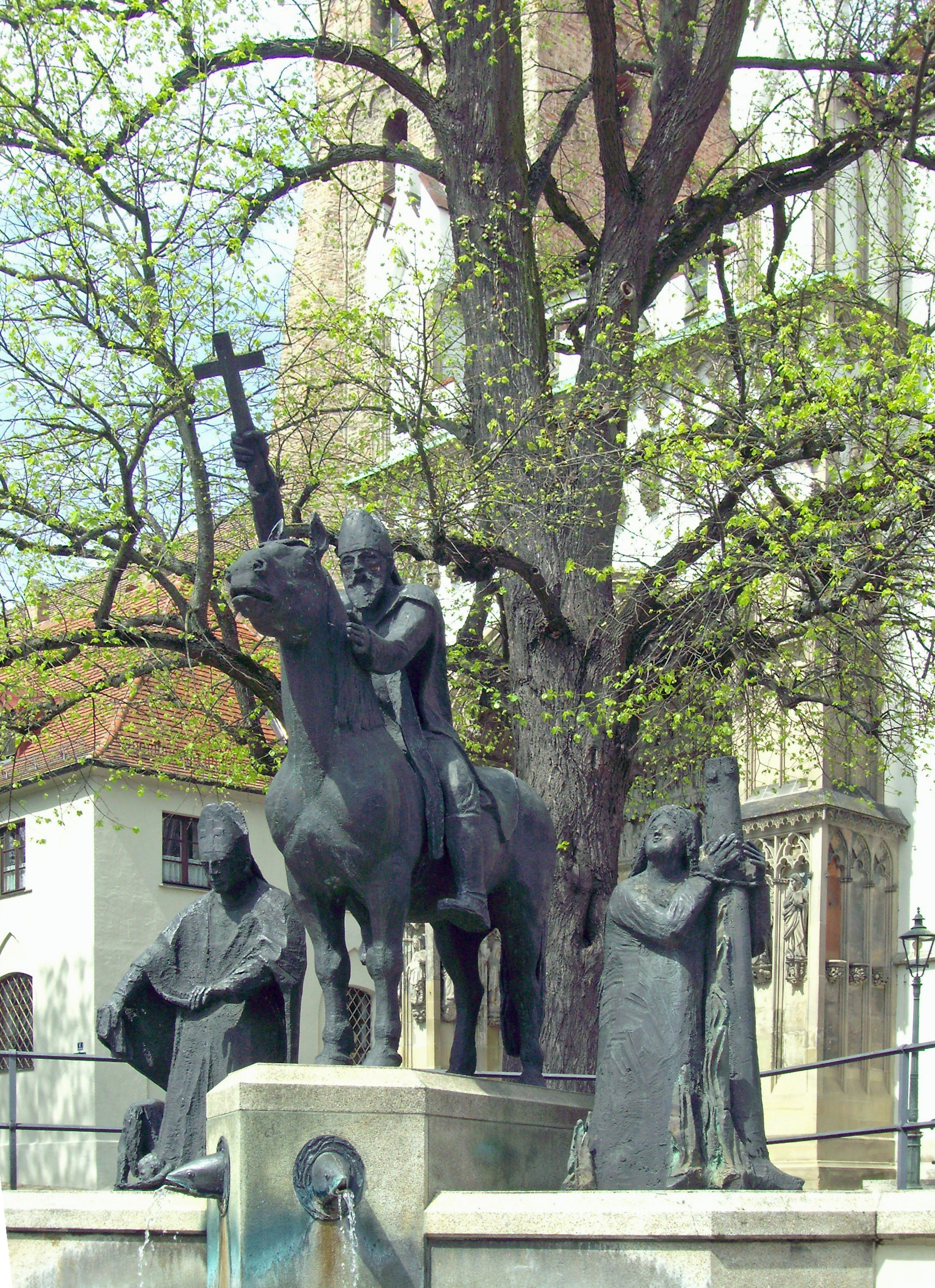
Statue der Afra (rechts) neben den beiden anderen Stadtheiligen Augsburgs

Der Gedenktag der Afra in der römisch-katholischen Kirche und im evangelischen Namenskalender ist der 7. August. 
Afra wird angerufen von Büßerinnen, reuigen Freudenmädchen sowie im Falle von Feuersnot.

## Ikonografie
Afra wird meist in vornehmer Kleidung mit Märtyrerpalme und Krone an einen Baum (seltener an eine Säule) gebunden und auf einem brennenden Holzstoß stehend dargestellt. Baum und Feuer sind ihre Attribute. In seltenen Fällen sind es auch Pinienzapfen oder ein Lilienzepter, die ihr als Attribut dienen.
Auf dem 1607 entstandenen Afra-Altar von Hans Degler und Elias Greither in der Basilika St. Ulrich und Afra in Augsburg ist ihre Feuermarter dargestellt.
Im Nordquerhaus des Münsters zu Freiburg im Breisgau befindet sich ein Glasfenster aus der Zeit um 1250 mit einer als Sancta Afra bezeichneten Heiligen, die Kopftuch, Palmwedel und ein Salbgefäß trägt. Die im um 1320 entstandenen „Schneiderfenster“ derselben Kirche bisher als Maria Magdalena gedeutete Heiligenfigur dürfte wegen ihrer Krone wohl ebenfalls Afra sein.

## Historische Kritik
Für Bernhard Schimmelpfennig ist die hl. Afra eine „literarische Fiktion“. Im Martyrologium Hieronymianum befänden sich zum 5. August für eine civitas Agustana oder Augusta ein männlicher „Afer“, zum 6. August für Rom eine weibliche Afra (in zwei Handschriften mit zweifelhaftem Geschlecht, nämlich als sancti Afre bezeichnet) und zum 7. August in zwei Handschriften eine weibliche Afra in einer civitas Agusta, die gemäß einer Handschrift in Rätien lag.
Schimmelpfennig hält es nun für möglich, dass die Identifizierung mit Augsburg allein deshalb geschah, weil nur Augsburg unter den verschiedenen Civitates die Bezeichnung „August“ beibehielt.
Am 7. August nun werde im Martyrologium Hieronymianum auch einer Veneria gedacht (nämlich in Antiochia und in Agusta), und so fasste dies der Autor wohl als Adjektiv auf und machte aus Afra eine Venusdienerin. 100 Jahre später sei dann die Passion um die Bekehrungsgeschichte erweitert worden, wobei das Grab mit zwei Meilen (etwa drei Kilometer) vor der Stadt angesiedelt sei. Da nun aber der in Augsburg traditionell verehrte Begräbnisort nur einen Kilometer von der damaligen Stadt entfernt sei, könne die Angabe nicht für Augsburg zutreffen.
Schimmelpfennig stellt daher die Hypothese auf, der Autor der karolingischen Passion habe seine Angaben zum Grabmal einer Vorlage entnommen, die einem anderen Ort galt. Man habe dann an dem einzigen bekannten Friedhof der Völkerwanderungszeit eine Gedenkkirche für Afra errichtet, ohne das Grab zu kennen.
Der Kompilator des Lyoner Martyrologium (vor 806) wusste offenbar noch nichts von Hilarias Tod am 12. August, sondern erst Florus (2. Viertel des 9. Jahrhunderts). Auch Rhabanus Maurus als Erzbischof von Mainz, zu dessen Kirchenprovinz Augsburg gehörte, wusste noch nichts zum 12. August zu Hilaria oder einer ihrer Mägde. Notker Balbulus übernahm dann wohl die Lyoner Tradition und Hermann Contractus reagierte darauf. In Augsburg wurden seit dem 11. Jahrhundert am 5. August der Afer und am 7. August die Afra verehrt. In der späteren Zeit wurden dann die verschiedenen Passiones miteinander verwoben, so Schimmelpfennig, und übrig blieb nur eine einzige weibliche Person namens Afra.

## Reliquien
Eine Afra-Reliquie wird in Ebringen im Hegau in der St.-Johannes-Kirche im Körper einer etwa einen Meter hohen Afra-Statue aufbewahrt. Wie der Afra-Kult nach Ebringen kam, ist nicht geklärt. Außerdem gibt es einen Afra-Brunnen sowie eine abgegangene Afra-Kapelle mit Bruderhaus oberhalb des Afra-Brünneles auf dem Weg Richtung Gottmadingen. Als Geschenk des Kaisers Heinrich IV., dessen Geburtstag der Tag der Afra war, wurde ein angebliches Zehenknöchelchen der Heiligen in der Afra-Kapelle des Kaiserdoms zu Speyer aufbewahrt, ging jedoch verloren.